# Saint-Orens
Saint-Orens település Franciaországban, Gers megyében. Lakosainak száma 80 fő (2022. január 1.). Saint-Orens Mauvezin, Saint-Georges, Sirac és Touget községekkel határos.

## Népesség
A település népessége az elmúlt években az alábbi módon változott:
| Lakosok száma | 47   | 39   | 58   | 76   | 82   | 80   | 80   | 81   | 84   | 80   |
|               | 1968 | 1982 | 1990 | 2006 | 2013 | 2015 | 2017 | 2019 | 2020 | 2022 |